# Thrasybulos của Siracusa
Thrasybulos (? – ?) là bạo chúa Siracusa cai trị được mười một tháng từ năm 466 TCN đến 465 TCN. Ông là một thành viên của gia tộc Deinomenid và là em trai của bạo chúa tiền nhiệm Hieron I, người từng nắm quyền ở Siracusa bằng cách thuyết phục con của Gelon từ bỏ yêu sách đòi quyền lãnh đạo Siracusa. Lên ngôi chưa đầy một năm, do Thrasybulos có phát sinh mâu thuẫn với các thành viên gia tộc Deinomenid nên cuối cùng ông bị họ lật đổ. Tuy nhiên, ít lâu sau họ cũng bị đám dân chúng vùng dậy lật đổ và nền dân chủ được tái lập ở Siracusa.